# Antoine Carré
Antoine Carré fue un guitarrista clásico y compositor del periodo barroco. Publicó dos libros de tablaturas para guitarra.
Su primer libro se titula “Livre de Guitarre Contenant Plusieurs Pièces...Avec la Manière de Toucher Sur la Partie ou Basse Continue” (Libro de guitarra que contiene piezas placenteras, y la manera de tocar a partir del bajo continuo) publicado en París en 1671 y está dedicado a la Princesa Palatine.
El segundo, “Livre de Pièces de Guitarre de Musique...” (Libro de piezas musicales para guitarra...) fue publicado también en París (ca. 1675, 1690 o 1720; pero probablemente entre 1675 y 1690). 
- Datos: Q4775446